# Frontera entre Bután e India
La frontera entre Bután y la India es el lindero internacional que separa a Bután de la India.

## Historia
El Tratado de Sinchula entre la Gran Bretaña y Bután creó la frontera en 1865, tras la guerra de Bután. El límite se detalló y refinó más en el período 1973-1984 a través de conversaciones entre Bután y la India. Las disputas restantes han sido mínimas y afectan a una parte de la frontera con Arunachal Pradesh, y la región entre Sarbhang y Geylegphug.

## Puntos de cruce

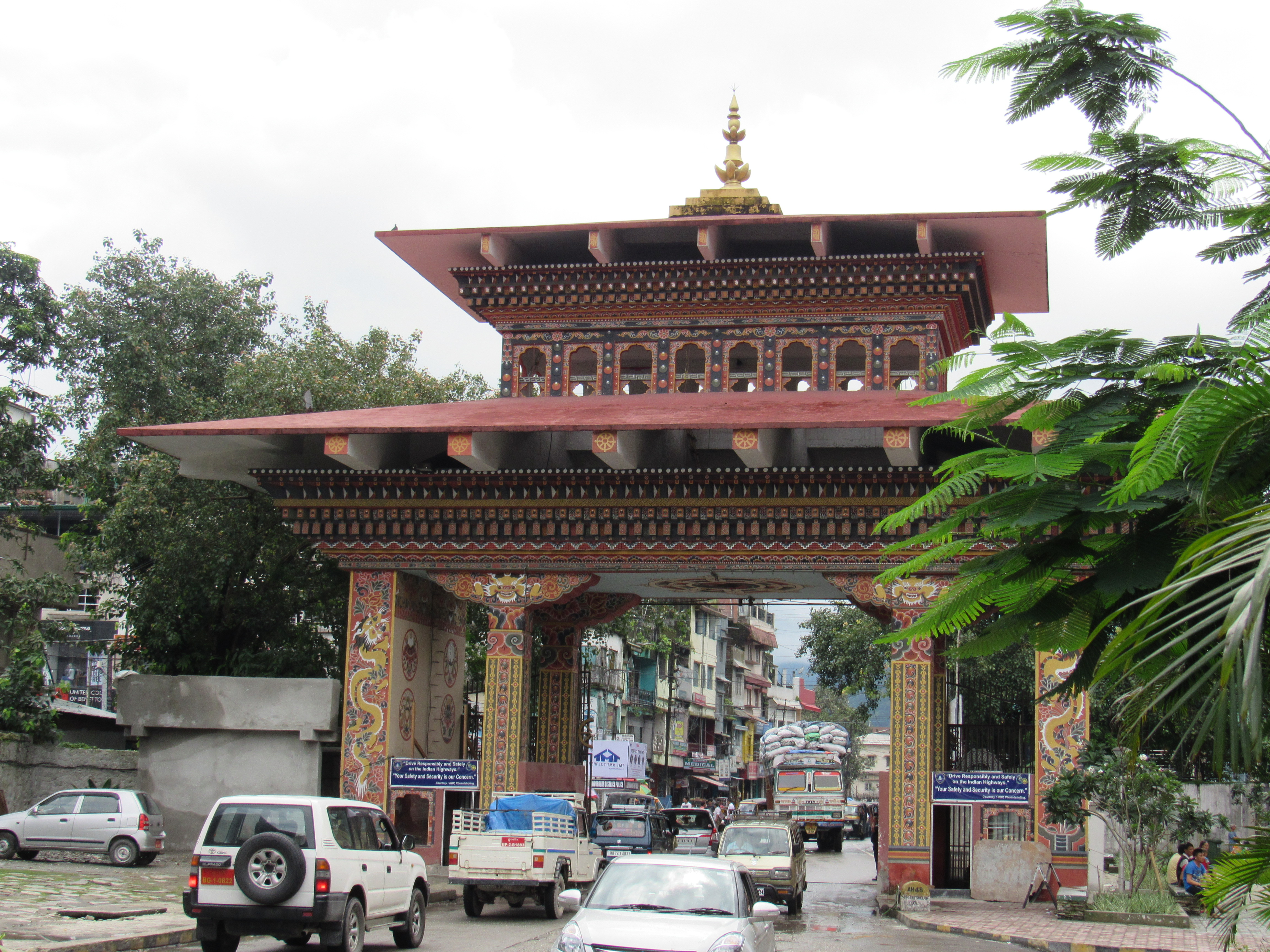
La puerta que marca la frontera vista desde Phuntsholing a Bután.

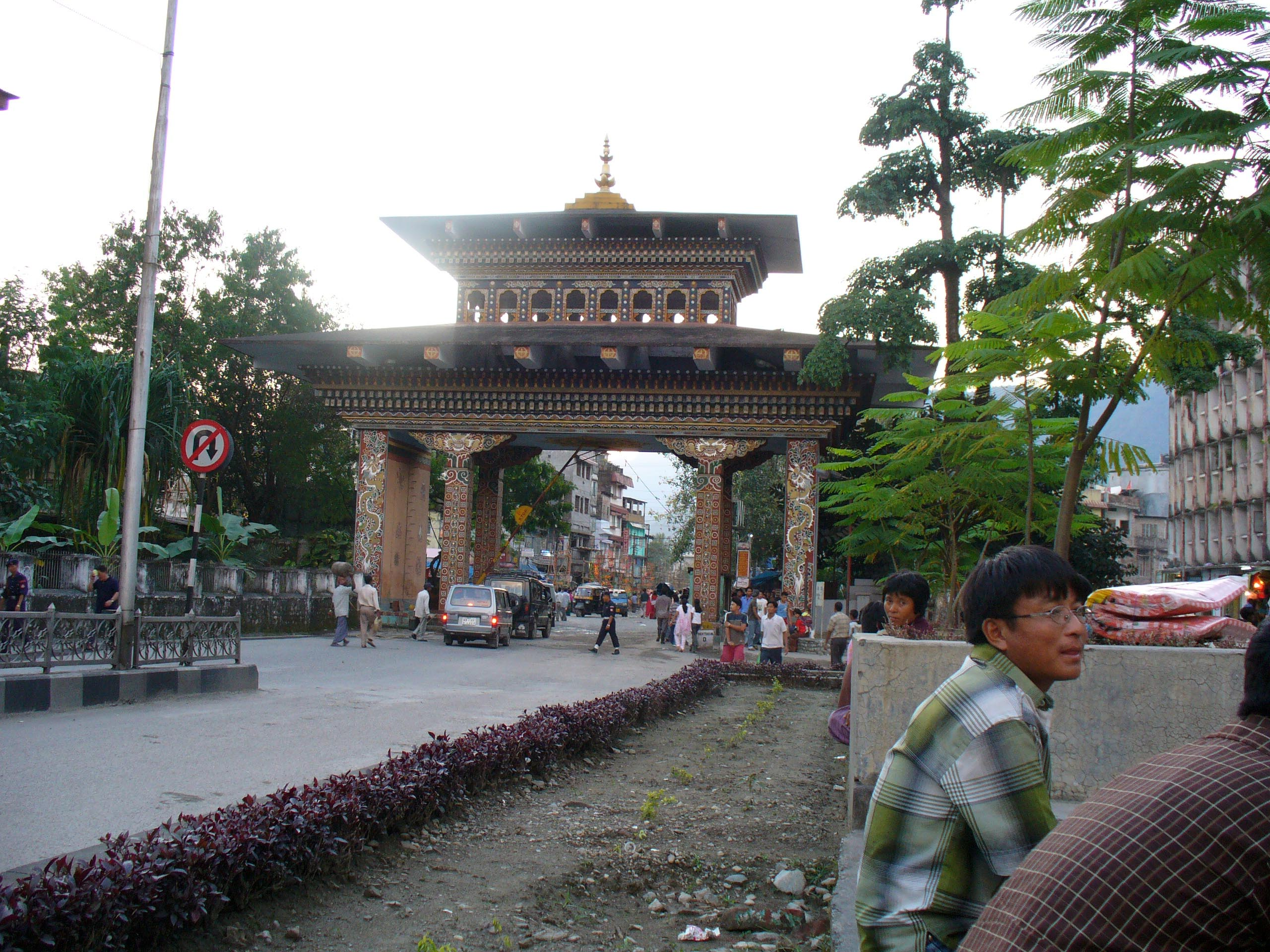
La puerta que marca la frontera vista desde Phuntsholing a Bután.

Esta frontera es la única vía de acceso terrestre hacia Bután, pues la frontera con China que está en el lado opuesto con respecto a ella totalmente cerrada. El único punto de entrada hacia Bután para los residentes extranjeros se ubica entre las ciudades de Jaigaon en el Estado indio de Bengala Occidental y Phuntsholing en el distrito de Chukha al suroeste del país. Es posible de salir de Bután por la localidad de Samdrup Jongkhar en el sector oriental de la zona fronteriza.